# Autostrada A115 (Niemcy)
Autostrada A115 (niem. Bundesautobahn 115 (BAB 115), także niem. Autobahn 115 (A115)) – autostrada federalna w Niemczech leżąca na południowym zachodzie niemieckiej stolicy – Berlina. Łączy ona autostradę A10 (obwodnicę Berlina – Berliner Ring) od węzła autostradowego Autobahndreieck Nuthetal dwudziestoośmiokilometrowym odcinkiem z autostradą A100 (Berliner Stadtring – wewnętrzną obwodnicą) i centrum miasta.
W czasach NRD posiadała oznaczenie A12, które istniało jedynie dla potrzeb administracyjnych, przez co nie umieszczano go na drogowskazach. Odcinek znajdujący się na terenie ówczesnego Berlina Zachodniego miał przypisany numer A15.
Jej północny fragment oddany w 1921 r. stanowi najstarszy odcinek autostrady w Niemczech.
Po wojnie trasa stanowiła jedno z dwóch połączeń autostradowych z Berlinem Zachodnim, poprzez przejście graniczne Dreilinden (tzw. Checkpoint Bravo), a ogólnie była jednym z trzech – jedyna nieautostradowa trasa wyjazdowa leżała w ciągu drogi nr 5. Autostrada pełniła także rolę drogi tranzytowej kraju.
Pierwotna autostrada pomiędzy parkingiem Dreilinden a terenem za kanałem Teltow na trzy kilometrowym odcinku trzykrotnie przekraczała „żelazną kurtynę”. By tego uniknąć, w 1969 r. NRD zbudowało używany do dziś objazd całkowicie po swojej stronie, w tym nowy most na kanale Teltow. Stary odcinek pozostał w ponad kilometrowej szerokości pasie zakazanym dla zwykłych mieszkańców NRD, pomiędzy murem Berlińskim za nową autostradą a płotem z drutu kolczastego wzdłuż faktycznej granicy Berlina Zachodniego. Po zjednoczeniu odcinek ten, tylko lekko zarośnięty trawą, został odświeżony i był jednym z miejsc akcji serialu Alarm für Cobra 11 – Die Autobahnpolizei. Później był plenerem w filmach aż do 2000 r., kiedy to zerwano betonową nawierzchnię. W okolicach checkpoint Bravo zachowała się ruina NRD-owskiej wieży strażniczej oraz budynek alianckiej komendantury przejścia.

## Trasy europejskie
Autostrada A115 obecnie stanowi fragment trasy europejskiej E51. Do połowy lat 80. miała wspólny przebieg z drogą międzynarodową E6.

### Współczesne
| Trasa europejska | Przebieg                                     |
| ---------------- | -------------------------------------------- |
| E51              | Dreieck Funkturm (1) – Dreieck Nuthetal (10) |

### Historyczne
| Trasa europejska | Przebieg                                                      |
| ---------------- | ------------------------------------------------------------- |
| E6               | Berliner Stadtring – Checkpoint Bravo (D-DDR) – Berliner Ring |

## Galeria

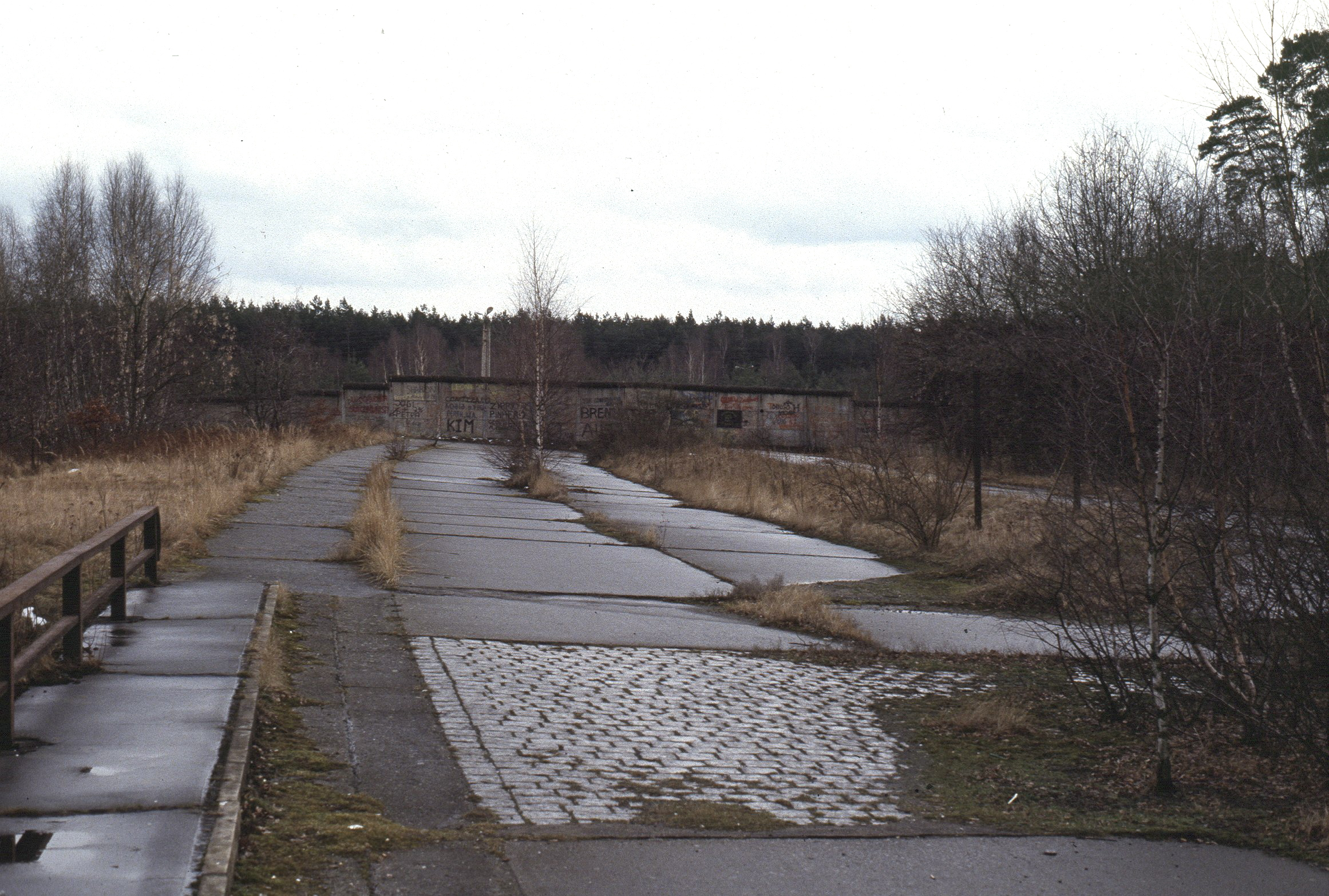
Dawna autostrada z murem granicznym, widok z wiaduktu nad ulicą Albrechts Teerofen na południe, 1988
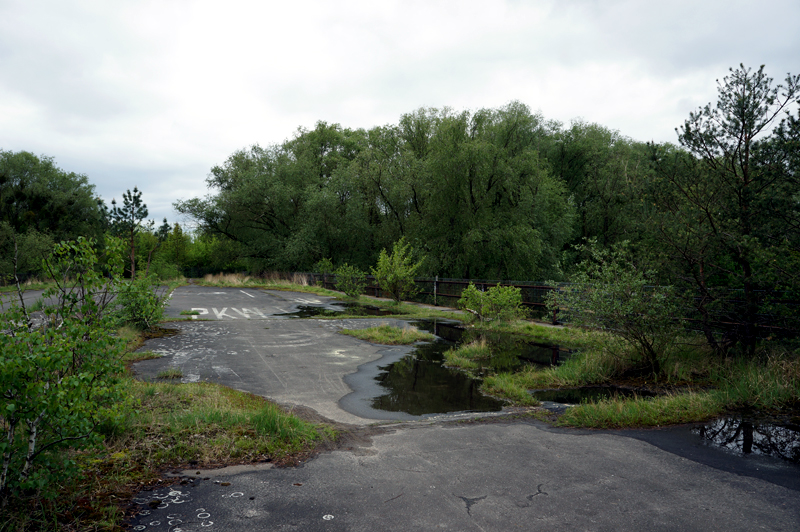
Dawny odcinek A 115 koło Kanału Teltow
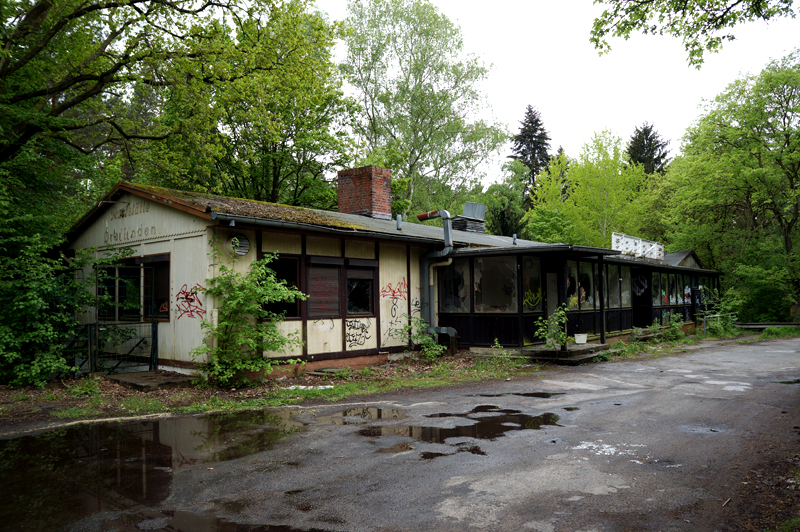
Dawny MOP Dreilinden
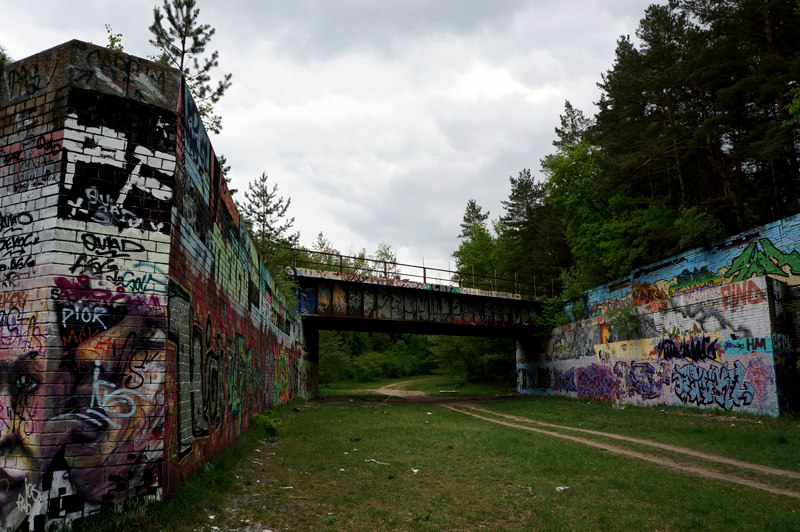
Część starego przebiegu A 115 z wiaduktem nad starą poczdamską koleją
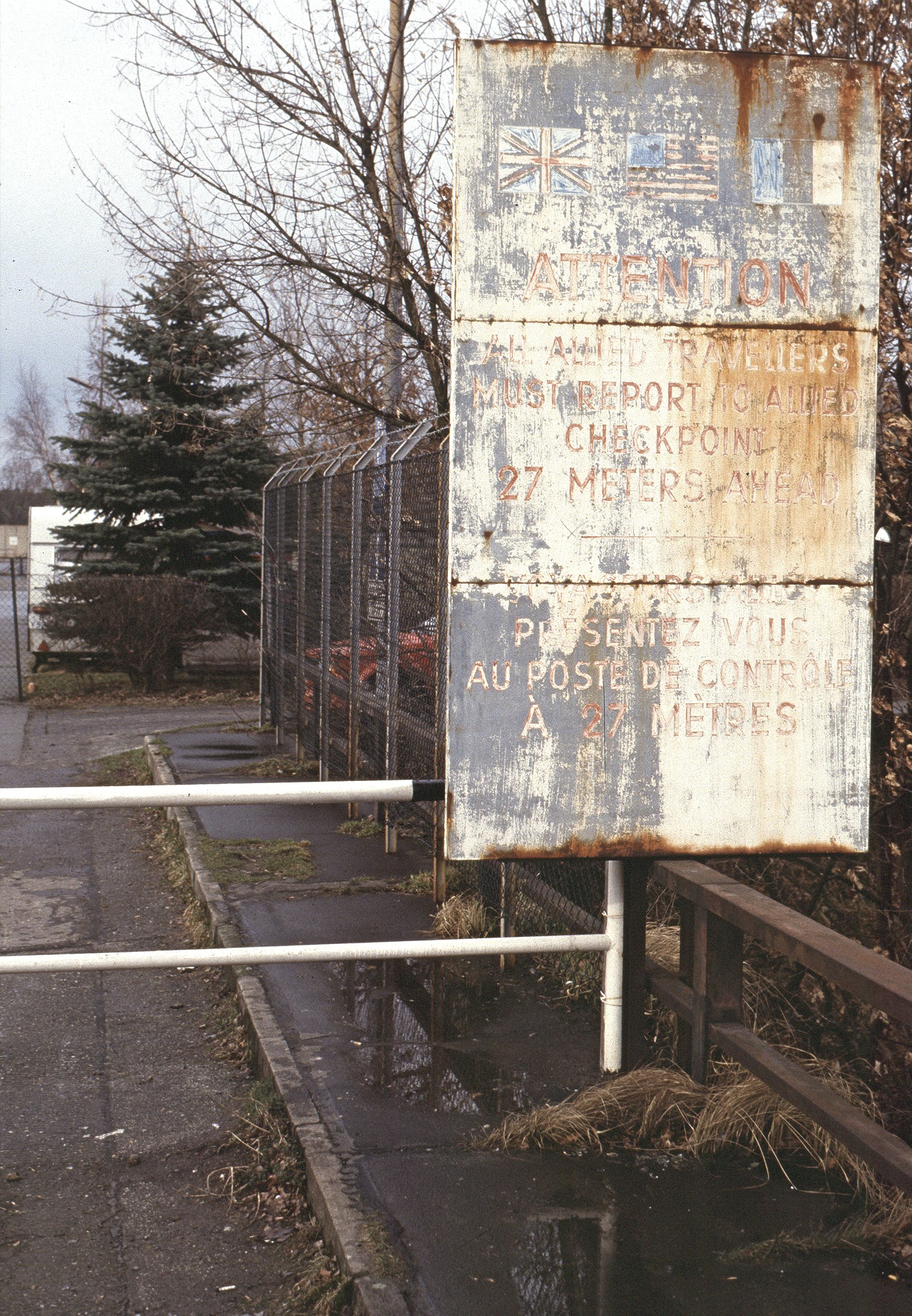
Tablice informacyjne przejścia granicznego w Albrechts Teerofen, 1988